# Stormfront
Stormfront es un foro de Internet neonazi considerado como el sitio de odio racial más importante de la Web. El sitio se centra principalmente en la propagación del nacionalismo blanco, nazismo, antisemitismo (especialmente teorías de conspiración antisemitas), negación del holocausto, homofobia, transfobia  e islamofobia.
Stormfront comenzó como un sistema de tablones de anuncios en línea a principios de la década de 1990 antes de ser establecido como un sitio web en noviembre de 1996 por el exlíder del Ku Klux Klan y supremacista blanco Don Black. Recibió atención nacional en los Estados Unidos en 2000 después de ser el tema de un documental, Hate.com. Stormfront ha sido objeto de controversia después de ser eliminado de los índices de Google en francés, alemán e italiano. Su prominencia ha crecido desde la década de 1990, atrayendo la atención de organizaciones de vigilancia que se oponen al racismo y al antisemitismo. 
En agosto de 2017, Stormfront estuvo fuera de la red durante poco más de un mes cuando su registrador confiscó su nombre de dominio debido a quejas de que promovía el odio y que algunos de sus miembros estaban vinculados a asesinatos. Esta demanda fue promovida por el Lawyers' Committee for Civil Rights Under Law ('Comité de Abogados por los Derechos Civiles Bajo la Ley').
El Comité de Abogados por los Derechos Civiles bajo la Ley se atribuyó el mérito de la acción después de abogar por que el servidor web de Stormfront, Network Solutions, hiciera cumplir su acuerdo de Términos de servicio, que prohíbe a los usuarios utilizar sus servicios para incitar a la violencia.

## Historia

### Inicios
Stormfront comenzó en 1990 como un tablero de anuncios en línea que apoyaba la campaña del nacionalista blanco David Duke para senador de los Estados Unidos por Luisiana. El nombre "Frente de Tormenta" fue elegido por sus connotaciones de frente político o militar (como el Sturmabteilung nazi alemán, también conocido como tropas de asalto o SA) y una analogía con frentes climáticos que invoca la idea de una tormenta tumultuosa que termina en limpieza.
El sitio web Stormfront ha estado registrado en Network Solutions desde 1995 y fue fundado en 1996 por Don Black, un ex gran mago del Ku Klux Klan en la década de 1970 y miembro del Partido Nacionalsocialista del Pueblo Blanco.
Black recibió formación en informática por primera vez mientras estaba encarcelado por su papel en un intento fallido de derrocar al gobierno de Dominica en 1981.
Aunque Stormfront se convirtió en el primer sitio web asociado con la supremacía blanca, su fundación como medio ciberespacial privado para la supremacía blanca se basó en el anterior sistema de tablón de anuncios Liberty Net. Liberty Net fue implementado en 1984 por Klan Gran Dragon Louis Beam y protegido por cuatro computadoras protegidas con contraseña que al FBI tardó dos años en descifrar. El tablero de mensajes con acceso mediante código de Liberty Net contenía anuncios personales junto con material de reclutamiento e información sobre el movimiento del poder blanco. El éxito de Liberty Net como plataforma informática condujo al establecimiento de Stormfront y su posterior conversión en un sitio web.
Hasta este punto, los intentos de utilizar Internet en lugar de tableros de anuncios han tenido un éxito limitado para el movimiento orgullo blanco, pero Stormfront desarrolló seguidores con el crecimiento de Internet durante la década de 1990.
En 1999, existían casi 2,000 sitios web asociados con el supremacismo blanco, con el poder de reclutamiento para llegar a millones en todo Estados Unidos.

### Atención nacional
El sitio web ha recibido considerable atención en los Estados Unidos, dado que, en 2009, tenía más de 120,000 miembros activos.
El especial documental de televisión de 2000 CBS/HBO, Hate.com, se centró en el aumento de los grupos de odio en línea e incluyó aportaciones de Don Black, el fundador de Stormfront.
 Narrado por Morris Dees del Southern Poverty Law Center (SPLC), incluyó entrevistas con Black y su hijo Derek así como entrevistas con otros grupos y organizaciones nacionalistas blancos.  Black había participado con la esperanza de que la transmisión mostrara cierta simpatía hacia el movimiento nacionalista blanco, pero Hate.com se centró exclusivamente en las tácticas del grupo y no en sus quejas.

### Controversias
En 2002, Google cumplió con la legislación francesa y alemana que prohibía enlaces a sitios web que albergaran material supremacista blanco, negacionista o revisionista histórico eliminando sitio web de Stormfront a partir de sus índices en francés y alemán.
Stormfront volvió a ser noticia en mayo de 2003, cuando el presentador de Fox News Channel Bill O'Reilly informó sobre un baile de graduación segregado racial que se estaba celebrando en Georgia y publicó una encuesta en su sitio web preguntando a sus espectadores si enviarían a sus propios hijos a uno. La noche siguiente, O'Reilly anunció que no podía informar sobre los resultados de la encuesta porque parecía que Stormfront había instado a sus miembros a votar en la encuesta, sesgando así las cifras.
Doug Hanks, candidato al concejo municipal de Charlotte, Carolina del Norte, retiró su nominación en agosto de 2005 después de que se revelase que había publicado en Stormfront. Hanks había publicado más de 4 000 comentarios a lo largo de tres años, incluido uno en el que describía a los negros como "bestias rabiosas". Hanks dijo que sus publicaciones estaban diseñadas para ganarse la confianza de los usuarios de Stormfront para que lo ayudaran a escribir una novela: "hice lo que pensé que tenía que hacer para establecerme como un nacionalista blanco creíble".
En 2012, la policía italiana bloqueó el sitio web y arrestó a cuatro personas por incitar al odio racial. La medida se tomó tras la publicación de una lista negra de "judíos destacados y personas que apoyan a judíos e inmigrantes" en la sección italiana del sitio web. La lista incluía posibles objetivos de ataques violentos, incluidos los campamentos de romaníes.
Al año siguiente, en noviembre de 2013, la policía italiana allanó las casas de 35 carteles de Stormfront. Un hombre que fue arrestado en Mantua tenía dos armas cargadas, un casquillo de granada de mano y una bandera con una esvástica en su poder.
Según un estudio de dos años realizado en 2014 por el Informe de Inteligencia del Southern Poverty Law Center (SPLC), los usuarios registrados de Stormfront han sido desproporcionadamente responsables de algunos de los crímenes de odio y asesinatos masivos más letales desde su fundación en 1995. Entre 2009 y 2014, casi 100 personas fueron asesinadas por miembros de Stormfront. De ellos, 77 fueron masacrados por el usuario de Stormfront Anders Behring Breivik, un terrorista noruego y autor de los ataques de Noruega de 2011.

### Perfil público e historia posterior
En un artículo de USA Today de 2001, la periodista Tara McKelvey llamó a Stormfront "el sitio supremacista blanco más visitado de la Red". El número de usuarios registrados en el sitio aumentó de 5.000 en enero de 2002 a 52,566 en junio de 2005, en el que era el foro número 338 de Internet, recibiendo más de 1 500 visitas cada día de la semana y ubicándose en el uno por ciento superior de los sitios de Internet en términos de uso. En junio de 2008, el sitio atraía a más de 40.000 usuarios únicos cada día. Operar el sitio desde su sede en West Palm Beach, Florida es el trabajo de tiempo completo de Black, y cuenta para ello con la ayuda de su hijo y de 40 moderadores.
El perfil público del sitio atrajo la atención de grupos como el Centro Simon Wiesenthal y la Liga Antidifamación (ADL). La ADL describe que Stormfront " sirvió como un verdadero supermercado de odio en línea, llenando sus estantes con muchas formas de antisemitismo y racismo".
En 2006, el Southern Poverty Law Center (SPLC) informó sobre una discusión sobre Stormfront en la que se animaba a nacionalistas blancos a unirse al ejército de los Estados Unidos para aprender las habilidades necesarias para ganar una guerra racial. 
La candidatura presidencial de Estados Unidos de 2008 (campaña presidencial de Barack Obama del demócrata afroamericano Partido Demócrata (Estados Unidos) Barack Obama fue una causa de preocupación importante para algunos miembros de Stormfront: el sitio recibió 2.000 nuevos miembros el día después de que Obama fuera elegido presidente y se desconectó temporalmente debido al aumento de visitantes. Los carteles de Stormfront veían a Obama como representante de una nueva era multicultural en los Estados Unidos que reemplazaba al "gobierno blanco", y temían que apoyaría la inmigración ilegal y la acción afirmativa y que ayudaría hacer de los blancos un grupo minoritario.
Durante las campañas primarias de 2008 (Primarias presidenciales del Partido Republicano, The New York Times informó erróneamente que Stormfront había donado 500 dólares al aspirante presidencial Republicano Ron Paul; de hecho, fue el propietario del sitio, Don Black, quien aportó el dinero a Paul. Después de un tiroteo en abril de 2009, Richard Poplawski, miembro del sitio, que se hacía llamar Braced for Fate, fue acusado de tender una emboscada y matar a tres agentes de policía de Pittsburgh agentes e intentar matar otros nueve.
Durante las Elecciones presidenciales de Estados Unidos de 2016, el fundador del sitio, Don Black, dijo que el sitio estaba experimentando enormes picos de tráfico correspondientes a declaraciones controvertidas de Donald Trump, que es popular entre los supremacistas blancos. En respuesta, Black actualizó los servidores del sitio.
El hijo de Black, Derek, que participó durante mucho tiempo en el sitio, ha rechazado las creencias de su padre, su familia y el sitio Stormfront. A lo largo de sus años en la universidad, Derek Black llegó a sentir que el nacionalismo blanco no es soportable. Su historia quedó plasmada en el libro "Rising Out of Hatred" ("Surgiendo del odio", en español) de Eli Saslow.
En agosto de 2017, su registrador confiscó el nombre de dominio de Stormfront por "mostrar intolerancia, discriminación u odio". El sitio volvió a estar en línea el 29 de septiembre de 2017. A partir de octubre de 2017, los servicios para mantener el sitio en línea fueron proporcionados por Tucows, Network Solutions y Cloudflare.
El villano neonazi Stormfront, de la serie de televisión The Boys, de Amazon Prime (2019), tiene ese nombre en referencia al sitio.

## Contenido
Algunas fuentes señalan que el contenido de Stormfront es nacionalista blanco, supremacista y abiertamente neonazi, señalado de ser un sitio de odio.
Es un sitio en el que se sostiene el misticismo nazi y el culto a la personalidad de Adolf Hitler y se utiliza y acepta la iconografía nazi. El sitio web de Stormfront está organizado principalmente como un foro de discusión con múltiples subforos temáticos que incluyen "Noticias", "Ideología y Filosofía" ("Fundamentos del nacionalismo blanco"), "Cultura y costumbres", "Teología", "Citas", " Revisionismo", "Ciencia, tecnología y raza" ("Genética, eugenesia, ciencias raciales y temas relacionados"), "Privacidad", "Defensa personal, artes marciales y preparación", "Tareas del hogar", "Educación y educación en el hogar", "Juventud" y "Música y entretenimiento". Hay foros para diferentes regiones geográficas y una sección abierta a invitados no registrados, que en otros lugares no pueden publicar, y aun así, sólo bajo mucha moderación.

### Servicios

Logotipo de Stormfront, que presenta una cruz celta rodeada por el lema "orgullo blanco en todo el mundo".

El sitio web Stormfront aloja archivos y enlaces a varios sitios web nacionalistas blancos y racistas blancos, un servicio de citas en línea (solo para "gentiles blancos heterosexuales") y listas de correo electrónico que permiten a la comunidad nacionalista blanca discutir temas de interés. Incluye una selección de noticias actuales, un archivo de historias pasadas, transmisión en vivo del programa de radio The Political Cesspool, y una tienda de artículos que vende literatura y música. Según se informa, Stormfront ha publicado historias dirigidas a niños.
Un estudio de 2001 sobre el reclutamiento por parte de grupos extremistas en Internet señaló que Stormfront en ese momento casi ofrecía la mayoría de los servicios estándar que ofrecían los portales web, incluido un motor de búsqueda interno, alojamiento web y enlaces categorizados, y carecía únicamente de una búsqueda en Internet. motor y la provisión de correo electrónico gratuito para sus miembros (aunque estaba disponible un servicio de correo electrónico limitado al precio de $30 al mes).

### Diseño
En un lugar destacado de la página de inicio se encuentra una cruz celta rodeada por las palabras "orgullo blanco en todo el mundo". Stormfront afirma que desalienta los insultos raciales y prohíbe las amenazas violentas y las descripciones de cualquier cosa ilegal. Otros afirman que el odio flagrante y los llamamientos a la violencia sólo se mantienen fuera de la página inicial.
El sitio utiliza la fuente Fraktur,  que era la fuente favorita del Partido Nazi cuando surgió a principios de la década de 1920. Los documentos y membretes oficiales nazis emplearon esta fuente, y la portada de Mein Kampf de Adolf Hitler utilizó una versión dibujada a mano.

## Propósito y recursos
Don Black ha intentado durante mucho tiempo aumentar el atractivo general de la supremacía blanca. Black estableció Stormfront para aumentar la conciencia sobre la discriminación percibida contra los blancos y las acciones gubernamentales perjudiciales para los blancos, y para crear una comunidad virtual de extremistas blancos. Black es propietario de los servidores del sitio, por lo que no depende de los proveedores de alojamiento de sitios web.
La organización de Black inculcó suficiente orgullo blanco para hacer que "sus aspiraciones mundiales sean significativas y socialmente significativas". Stormfront mantiene la retórica en silencio en sus foros, desalienta los insultos raciales y prohíbe las amenazas violentas y las descripciones de cualquier cosa ilegal. Se informó que el moderador del sitio Jamie Kelso fue "la fuerza motivadora detrás de la construcción comunitaria real entre los miembros de Stormfront" debido a su energía y entusiasmo al organizarse fuera de línea. eventos.
El hecho que Black posicionara el sitio como una comunidad con el propósito explícito de "defender la raza blanca" ayudó a sostener la comunidad, ya que atrae a personas blancas que se definen a sí mismas en oposición a las minorías étnicas, particularmente a los judíos.
Stormfront creó MartinLutherKing.org para desacreditar a Martin Luther King Jr.. En un estudio de 2001 sobre grupos nacionalistas blancos, incluido Stormfront, los académicos Beverly Ray y George E. Marsh II comentaron: "Al igual que los nazis antes que ellos, se basan en una mezcla de ciencia, ignorancia y mitología para apuntalar sus argumentos".

### Ideología
Stormfront se presenta como una persona comprometida en una lucha por la unidad e identifica la cultura, el discurso y la libre asociación como sus principales preocupaciones, aunque los miembros de Stormfront son especialmente apasionados por la pureza racial. Promueve una mentalidad de lobo solitario, que la vincula con el influyente trabajo del teórico nacionalista blanco Louis Beam sobre la resistencia sin líderes y ofrece una evaluación comprensiva de Benjamin Nathaniel Smith, un supremacista blanco que se suicidó después de una ola de asesinatos por motivos raciales en julio de 1999.
Violet Jones señala que Stormfront atribuye su misión al "mito fundador de un Estados Unidos creado, construido y cimentado ideológicamente por los descendientes de europeos blancos".
Don Black ha comparado específicamente sus puntos de vista con los de los Padres Fundadores, quienes afirma que "no creían que una sociedad blanca y negra integrada fuera posible en Estados Unidos". Cuando un entrevistador del periódico italiano La Repubblica le preguntó en 2008 si Stormfront era una versión del siglo XXI del Ku Klux Klan sin la iconografía, Black respondió afirmativamente, aunque señaló que nunca se lo diría a un periodista estadounidense. Además de promover el antisemitismo y la negación del Holocausto, Stormfront se ha vuelto cada vez más activo en la propagación de la islamofobia.